# Catullia vittata
Catullia vittata är en insektsart som beskrevs av Matsumura 1914. Catullia vittata ingår i släktet Catullia och familjen Tropiduchidae. Inga underarter finns listade i Catalogue of Life.